# Dave Sim
Dave Sim, född 17 maj 1956 i Hamilton i Ontario, är en kanadensisk serieskapare och förläggare. Han är känd för sin serie och serietidning Cerebus, sitt konstnärliga experimenterande, sitt försvar för egenutgivning och upphovsrätt och sina politiska och filosofiska åsikter.

## Biografi
Sim växte sedan två års ålder upp i Kitchener, där hans intresse för tecknade serier inleddes i åtta års ålder. Bernie Wrightson inspirerade honom till att ägna sig åt serietecknande, och han hämtade även inspiration från tidningen Mad och dess Superduperman-parodi skapad av Harvey Kurtzman och Wally Wood.
Hans första publicerade verk var några artiklar i seriefanzinet Rocket's Blas Comicollector. Flera år senare, 1975 och 1976, arbetade han med utvecklingen av en tecknad serie med titeln The Beavers. Affären Highway Bookshop publicerade 1976 serien i bokform, och senare syntes den en lokaltidning och en serietidning.

### Cerebus
I december 1977 började Sim ge ut sin egen serietidning Cerebus, inledningsvis med ett nummer varannan månad. Denna fabeldjursserie i svart/vitt började som en parodi på Conan barbaren och Howard the Duck. Successivt utvecklade Sim sin berättarstil till berättelsecykler med några nummers längd. Därefter började han producera längre och mer komplexa serieromaner, inlett i nummer 26 med den 25 nummer långa High Society. De tidigare dominerande Sword and Sorcery-elementen minskades nu till ett minimum, medan berättandet fokuserade på politiska frågor.
Tidningen gavs ut via Sims förlag Aardvark-Vanaheim, vilket drevs av hans hustru Deni Loubert. De två blev bekanta 1976, gifte sig 1979 och skildes efter nästan fem års äktenskap. 1979, vid en tid då Sim tog stora doser LSD, skrevs han in på sjukhus för behandling av schizofreni-liknande symptom.
Från och med nummer 65 (augusti 1984) började Sim samarbeta med tecknaren Gerhard. Denne tecknade därefter bakgrunderna, medan Sim fortsatte att teckna figurerna i förgrunden samt höll i författandet av episoderna. Detta samarbete fortsatte fram till tidningens och eposets avslutande i mars 2004, med nummer 300 av tidningen. Avslutningen av serien med just detta nummer var bestämt långt i förväg, liksom att serien skulle avslutas med att titelfiguren skulle avlida.
Sim betraktar Cerebus i sin helhet som en 6 000 sidor lång (serie)roman. Denna klassificering delas av flera akademiska skribenter och seriehistoriker.
Senare har Sim köpt Gerhards andel i förlaget. Han har även gjort förberedelser så att Cerebus efter hans död kan bli public domain. 2014 släppte han Judenhass i public domain.

### Övriga aktiviteter

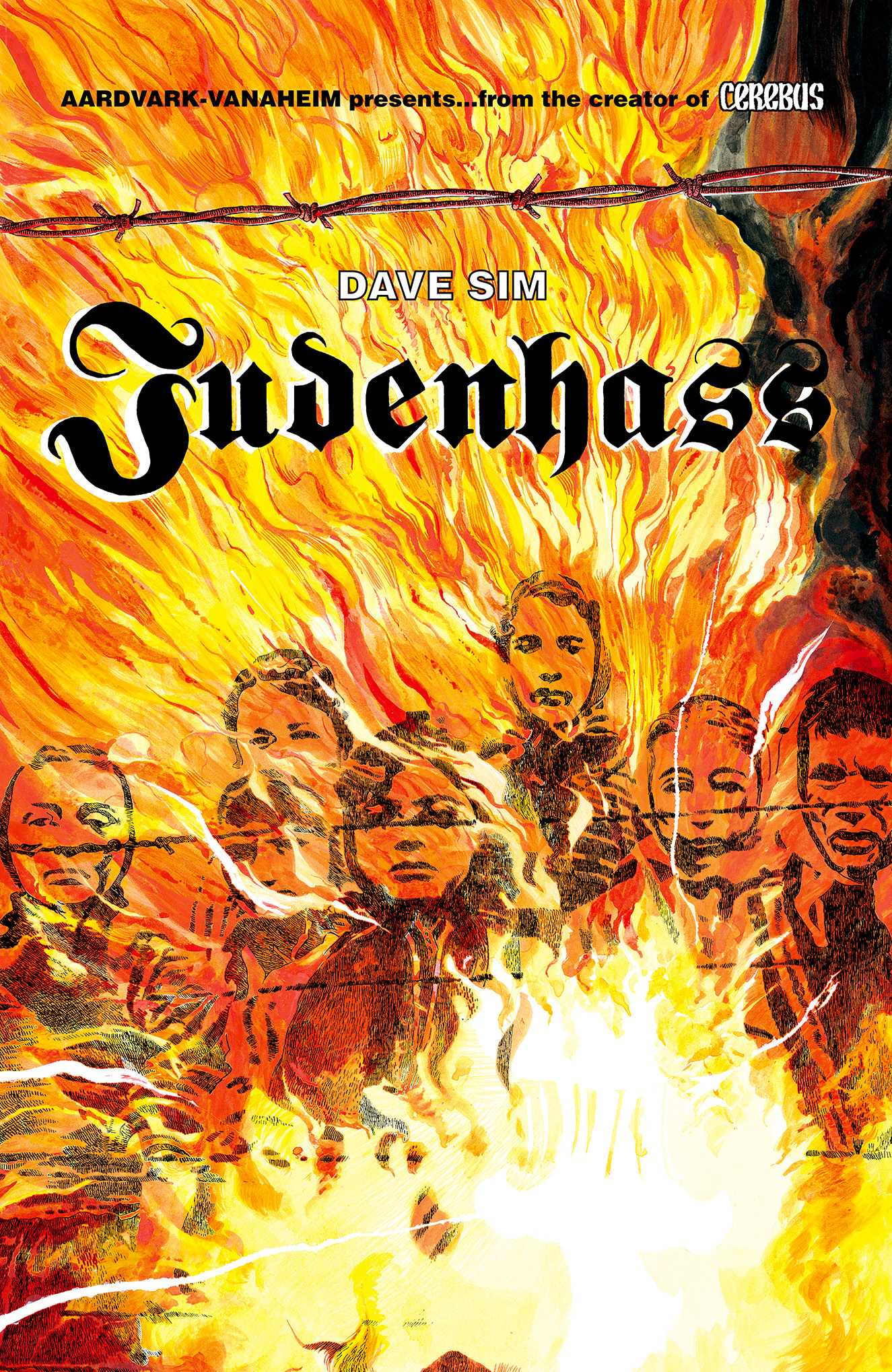
Sida från Dave Sims serietidning Judenhass, med Förintelsen som tema.

Från 2006 började Sim publicera webbserien Siu Ta, So Far, en biografi över den kanadensiska skådespelaren Siu Ta. Året efter offentliggjorde han två projekt, dels Judenhass – en 56 sidor lång "personlig reflektion över Förintelsen" – dels Glamourpuss. Det senare projektet var en parodi på modetidningar kombinerat med en historisk studie av fotorealistisk seriekonst.

## Mottagande
Sim är framför allt känd och uppmärksammad för Cerebus. När cirka 70 procent av serien var klar, skrev Alan Moore att "Cerebus, som om ni inte redan visste det, är fortfarande för serietidningsvärlden vad väte är för det periodiska systemet. Serietidningen Cerebus är den längst pågående egenutgivna serietidningen.

### Åsikter och kritik
Sim ägnade stora delar av Cerebus åt att lyfta fram ofta excentriska och polariserande åsikter. Detta inkluderar negativa åsikter om marxister, homosexuella och kvinnor. I olika sammanhang har hans idéer om kvinnor uppfattats som misogyni.

## Utgivning (urval)

### Cerebus
- Cerebus (serietidning) #1–300, 1999–2004

Det finns, på originalspråket engelska, sammanlagt 16 samlingsvolymer med Cerebus:
1. 1987 – Cerebus (samling av #1–25, 1977–1981)
2. 1986 – High Society (#26–50, 1981–1983)
3. 1987 – Church and State I (#52–80, 1983–1985)
4. 1988 – Church and State II (#81–111, 1985–1988)
5. 1990 – Jaka's Story (#114–136, 1988–1990)
6. 1991 – Melmoth (#139–150, 1990–1991)
7. 1993 – Flight (#151–162, 1991–1992)
8. 1994 – Women (#163–174, 1992–1993)
9. 1995 – Reads (#175–186, 1993–1994)
10. 1996 – Minds (#187–200, 1994–1995)
11. 1997 – Guys (#210–219, 1995–1997)
12. 1998 – Rick's Story (#220–231, 1997–1998)
13. 2000 – Going Home (#232–250, 1998–2000)
14. 2001 – Form and Void (#251–265, 2000–2001)
15. 2003 – Latter Days (#266–288, 2001–2003)
16. 2004 – The Last Day (#289–300, 2003–2004)

### Andra verk
- Judenhass, 2008
- Glamourpuss, 2009–2012